# Campionati mondiali di canoa/kayak slalom 1953
I terzi Campionati mondiali di canoa/kayak di slalom si sono svolti a Merano (Italia).

## Podi

### Uomini
| Evento        | Oro                                  | Perform. | Argento                            | Perform. | Bronzo                                     | Perform. |
| Canoa         |                                      |          |                                    |          |                                            |          |
| C-1           | Svizzera Charles Dussuet             |          | Cecoslovacchia Vaclav Nic          |          | Cecoslovacchia Vladimir Jirasek            |          |
| C-1 a squadre | Cecoslovacchia                       |          | Svizzera                           |          | Francia                                    |          |
| C-2           | Svizzera Charles Dussuet Jean Engler |          | Cecoslovacchia Vaclav Nic Jan Suic |          | Francia Pierre d'Alençon Jean-Luc Houssaye |          |
| C-2 a squadre | Francia                              |          | Svizzera                           |          | Cecoslovacchia                             |          |
| Kayak         |                                      |          |                                    |          |                                            |          |
| K-1           | Germania Ovest Walter Kirschbaum     |          | Austria Rudolf Sausgruber          |          | Jugoslavia Milan Zedel                     |          |
| K-1 a squadre | Austria                              |          | Germania Ovest                     |          | Germania Ovest                             |          |

### Donne
| Evento        | Oro                     | Perform. | Argento                   | Perform. | Bronzo                        | Perform. |
| Kayak         |                         |          |                           |          |                               |          |
| K-1           | Austria Fritzi Schwingl |          | Germania Est Eva Setzkorn |          | Cecoslovacchia Dana Martinová |          |
| K-1 a squadre | Cecoslovacchia          |          | Germania Est              |          | Austria                       |          |

## Medagliere
| Posizione | Paese          | Oro | Argento | Bronzo | Totale |
| --------- | -------------- | --- | ------- | ------ | ------ |
| 1         | Cecoslovacchia | 2   | 2       | 3      | 7      |
| 2         | Svizzera       | 2   | 2       | 0      | 4      |
| 3         | Austria        | 2   | 1       | 1      | 4      |
| 4         | Germania Ovest | 1   | 1       | 1      | 3      |
| 5         | Francia        | 1   | 0       | 2      | 3      |
| 6         | Germania Est   | 0   | 2       | 0      | 2      |
| 7         | Jugoslavia     | 0   | 0       | 1      | 1      |
| Totale    | Totale         | 8   | 8       | 8      | 24     |